# Palacio municipal de Lima
El Palacio Municipal de Lima es un edificio público que sirve de sede principal de la Municipalidad Metropolitana de Lima. Se encuentra ubicado en la calle Portal de Escribanos, cuadra 3 del jirón de la Unión, y con frente a la Plaza Mayor del centro histórico de Lima. 

## Historia

### Virreinato
Según el primer libro del Cabildo de Lima, la ciudad a los cuatro días de su fundación, tenía dos alcaldes: Nicolás de Ribera y Juan Tello de Guzmán. Al principio el cabildo funcionó en la Casa de Pizarro pasando luego a la residencia de los Oidores Andrés de Cianca y Pedro Maldonado, posteriormente el local de la Municipalidad, en las últimas semanas de octubre de 1535, se instaló en un terreno de propiedad del veedor García de Salcedo, donde actualmente se encuentra el Palacio Arzobispal de Lima pero, debido a que se precisaba de más espacio para que la Catedral de Lima sea más grande, fue trasladado en 1548 al terreno que fue propiedad de Hernando Pizarro, donde estaba la huaca del cabildo que tenía un corral de llamas, y que es donde se encuentra el edificio municipal actual[cita requerida].
La edificación del ayuntamiento colonial era sencilla y la historia de su construcción ha sido accidentada. El maestro Diego de Torres fue el encargado de levantar el primer edificio del Cabildo de Lima y en 1549 comenzó aceleradamente la obra, junto a dos esclavos negros adquiridos especialmente para reforzar su trabajo, porque debía terminarse antes de la llegada de Antonio de Mendoza y Pacheco, segundo virrey del Perú, que estaba prevista para el 23 de septiembre de 1551. Las casas del cabildo construidas por el maestro Diego de Torres fueron hechas con moldura de ladrillo y altos de madera al uso de España.
Poco después, en 1555, Cristóbal Garzón y Diego de Amaro tomaron a su cargo el nuevo edificio. En los años siguientes continuaron algunos arreglos menores como el enmaderado y cobija. José de la Riva Agüero afirmó que para entonces el edificio se había desplomado por haberse construido mal. Los miembros del cabildo presenciaron, desde los antiguos balcones del ayuntamiento colonial, procesiones, corridas de toros y autos de fe.
En la historia del Santo Oficio Limeño se recuerda el auto de fe realizado el domingo 5 de abril de 1592, para el cual el cabildo construyó un estrado de madera. Hacia 1628, el historiador y sacerdote Bernabé Cobo describió en su Historia de la Fundación de Lima el aspecto del cabildo limeño y apuntó:

«Debajo de estos portales caen la cárcel de la ciudad, con su capilla que es tan grande y bien adornada y servida que se puede llamar iglesia, y los oficios de los escribanos, en especial del cabildo en cuya puerta hacen audiencia los alcaldes ordinarios.»

El edificio del cabildo se caracterizó, entre los años 1596 - 1604 (periodo de gobierno del virrey Luis de Velasco y Castilla), por su galería abierta en el segundo piso, sobre los portales de escribanos. Según noticias de Manuel de Odriozola, la noche del 11 de febrero de 1696 se desplomó el puente sobre el río Rímac, causando una inundación en la Plaza Mayor y como los protocolos los tenían en el suelo, y no en estantes por lo escasa y cara que era la madera, se pudrieron instrumentos de imposiciones y fundaciones de capellanías y mayorazgos, cuya reposición fue muy difícil y costosa. Pero los destrozos más grandes que sufrió el cabildo colonial los causó el terremoto del 28 de octubre de 1746, que destruyó el 90% de las edificaciones civiles coloniales.

### República

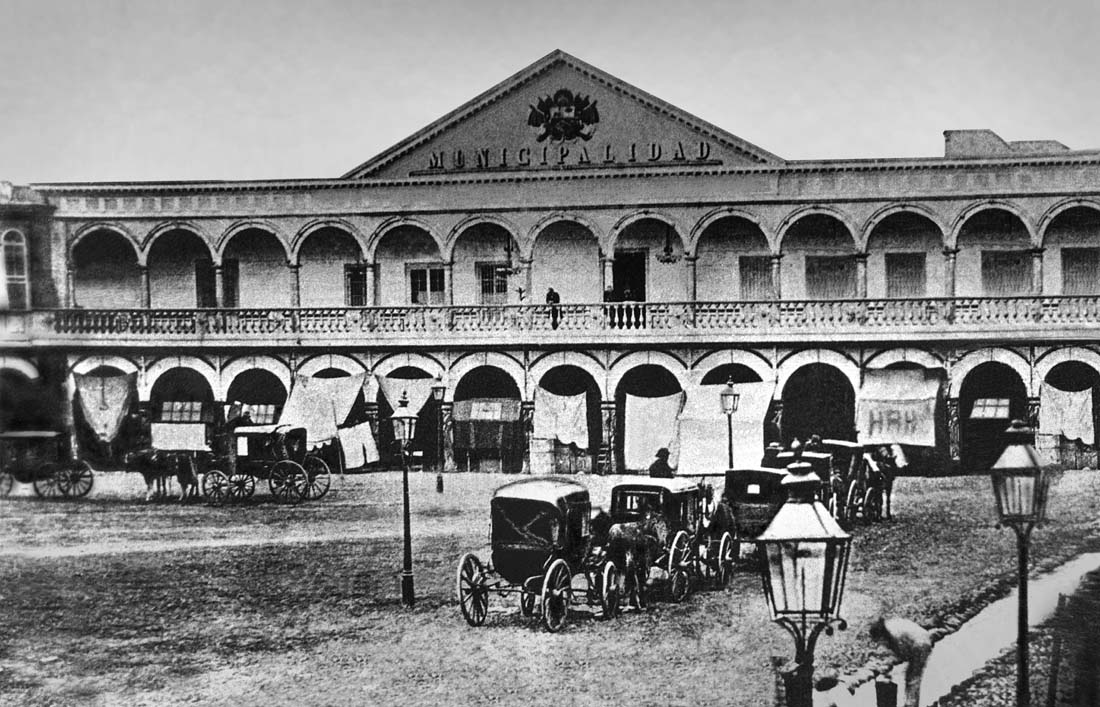
Fachada principal del Palacio Municipal con el Portal de Escribanos en 1868

Los viajeros del siglo XIX dan pocas noticias sobre el modestísimo Cabildo de Lima; ellos estuvieron tal vez deslumbrados por la suntuosa arquitectura religiosa que podía verse, en la época de la declaración de la independencia, en julio de 1821, la edificación del cabildo limeño debió parecerle muy asiática al viajero inglés Alexander Caldcleugh quien la describió así:

«El cabildo ocupa la tercera parte de la plaza con su arquitectura que imita a la arquitectura china.»

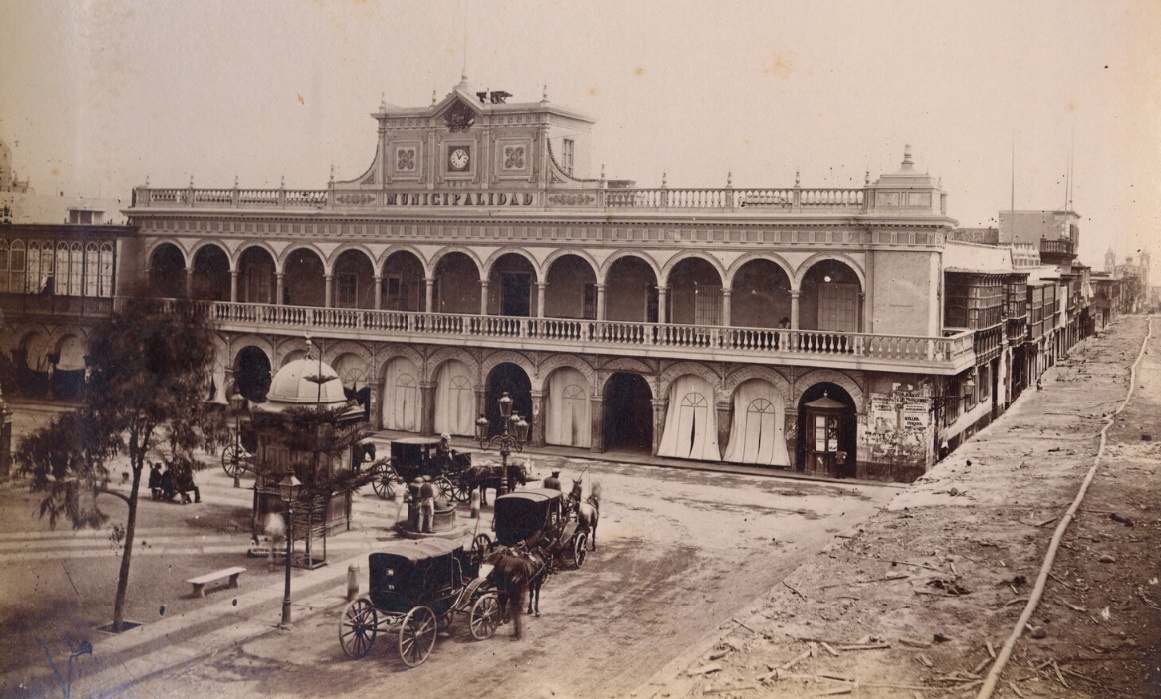
Fachada principal del Palacio Municipal en la década de los 90 del siglo XIX.

El viajero francés Gabriel Lafond (1822) y el viajero británico Robert Proctor (1823) describieron el portal del cabildo cubierto de tiendas y cajones de comercio que dificultaban el tránsito. El edificio municipal varias veces fue reconstruido debido a los terremotos y las transformaciones que tuvo la Plaza Mayor de Lima. A lo largo del siglo XIX ostentó, primero un frontón triangular, que sería reemplazado en 1871 aproximadamente por una estructura más elaborada cuya pieza central era un reloj. A la citada estructura se le agregaría, posteriormente, una mansarda.

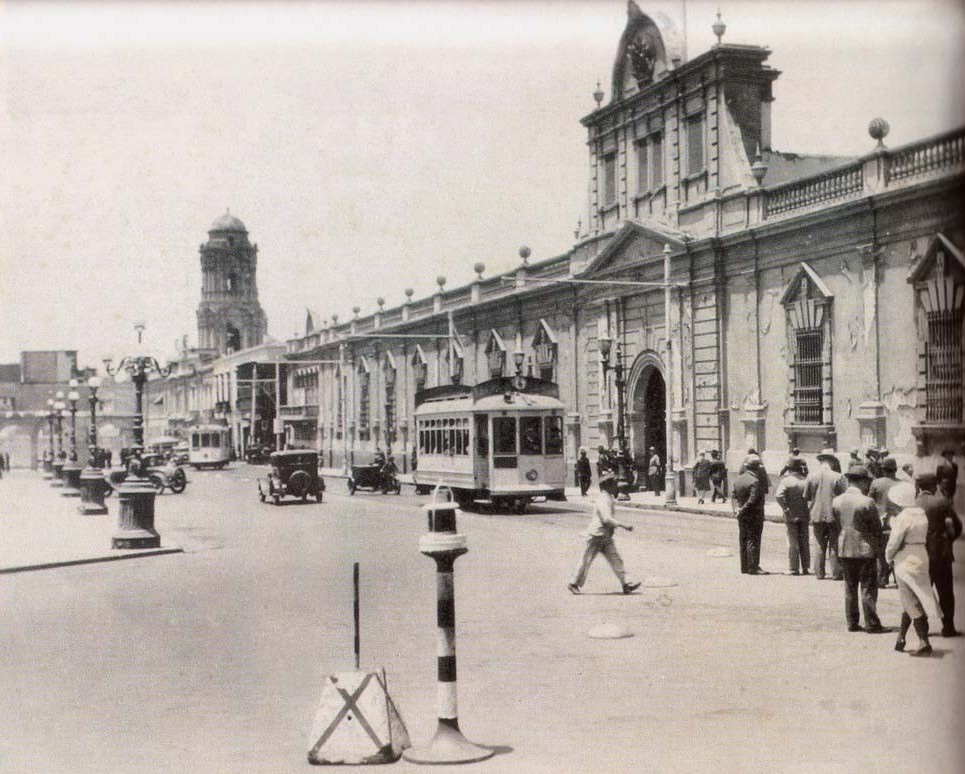
Vista del antiguo Palacio de Gobierno donde se ve, a la izquierda, parte del Palacio Municipal tal como quedó luego del incendio del 3 de noviembre de 1923.

El 3 de noviembre de 1923 ocurrió un incendio en el local de la Municipalidad de Lima, situado en la parte alta del Portal de Escribanos, aunque el edificio sufrió muchos daños afortunadamente el archivo no se afectó, salvándose valiosos documentos como el Acta de Fundación de la ciudad, el reparto de solares que hizo el fundador de Lima Francisco Pizarro y el Acta de la Independencia.

Este siniestro provocó el traslado de sus oficinas al local del Palacio de la Exposición (actual Museo de Arte de Lima), ubicado en el Paseo Colón, hasta que en 1939, siendo alcalde de Lima Eduardo Dibós Dammert y presidente de la república Óscar R. Benavides dispuso la construcción del palacio municipal actual. Encargado el Ministerio de Fomento de la obra, se convocó a un concurso de arquitectos y obtuvo el primer premio el proyecto presentado por los arquitectos Emilio Harth Terré y José Álvarez Calderón, pero el proyecto ganador sería modificado al momento de su ejecución.

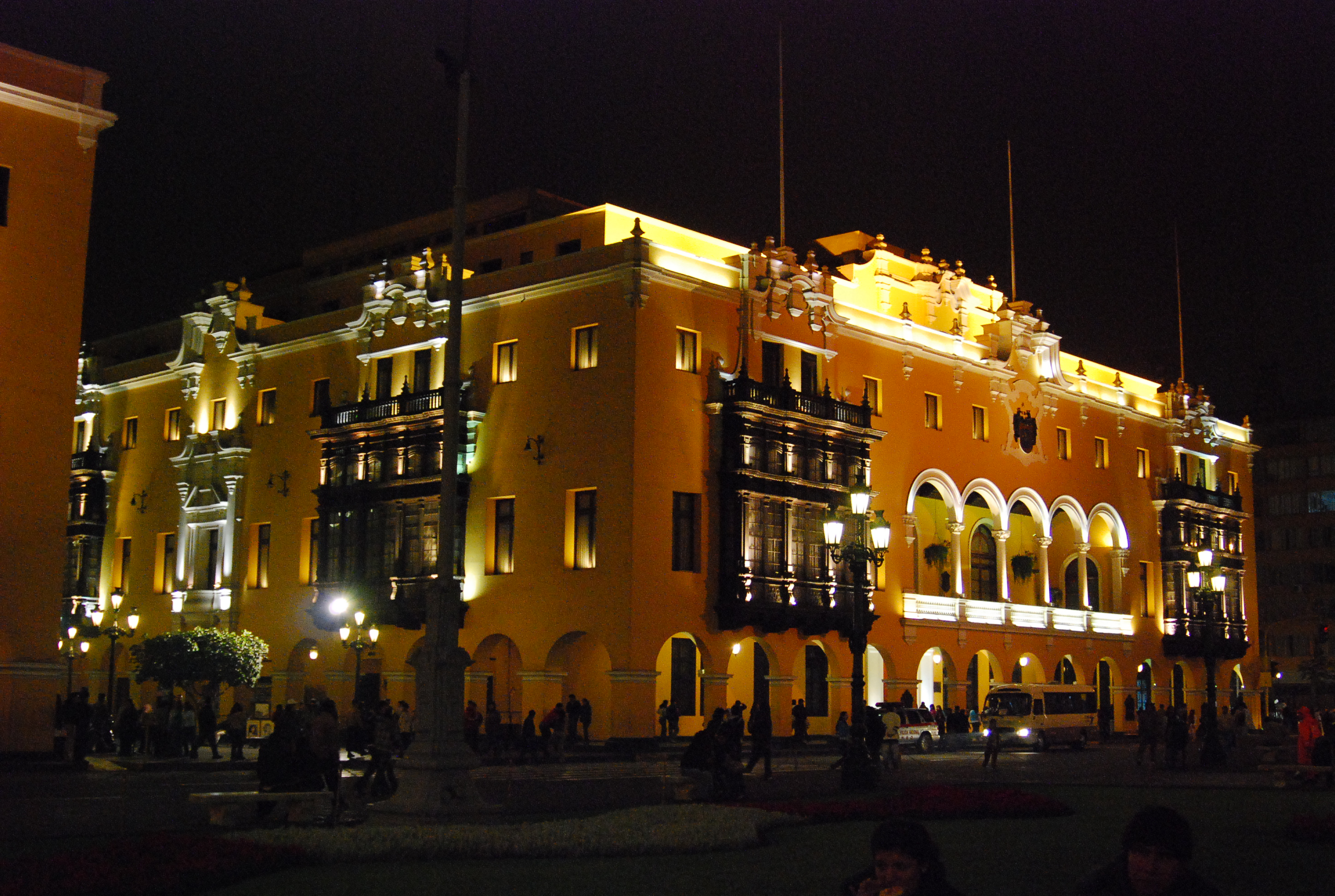
Vista nocturna del Palacio Municipal de Lima mostrando sus balcones neocoloniales de dos pisos.

Al arquitecto polaco Ricardo de Jaxa Malachowski, se le encargó la distribución interna y ornamentación. El local del nuevo palacio municipal se construyó entre 1943 y 1944 y fue inaugurado el 2 de julio de 1944, siendo alcalde de Lima Luis Gallo Porras. Su fachada es de estilo arquitectónico neocolonial y conserva su estructura básica; es decir, portales en la planta baja y galerías, habiéndosele adicionado balcones neocoloniales grandes, de dos pisos y hechos de madera. Los balcones y las galerías son de naturaleza puramente arbitraria y totalmente incompatibles con la tradición local. En el segundo piso se inauguró el 29 de junio de 1945 la Biblioteca Municipal.

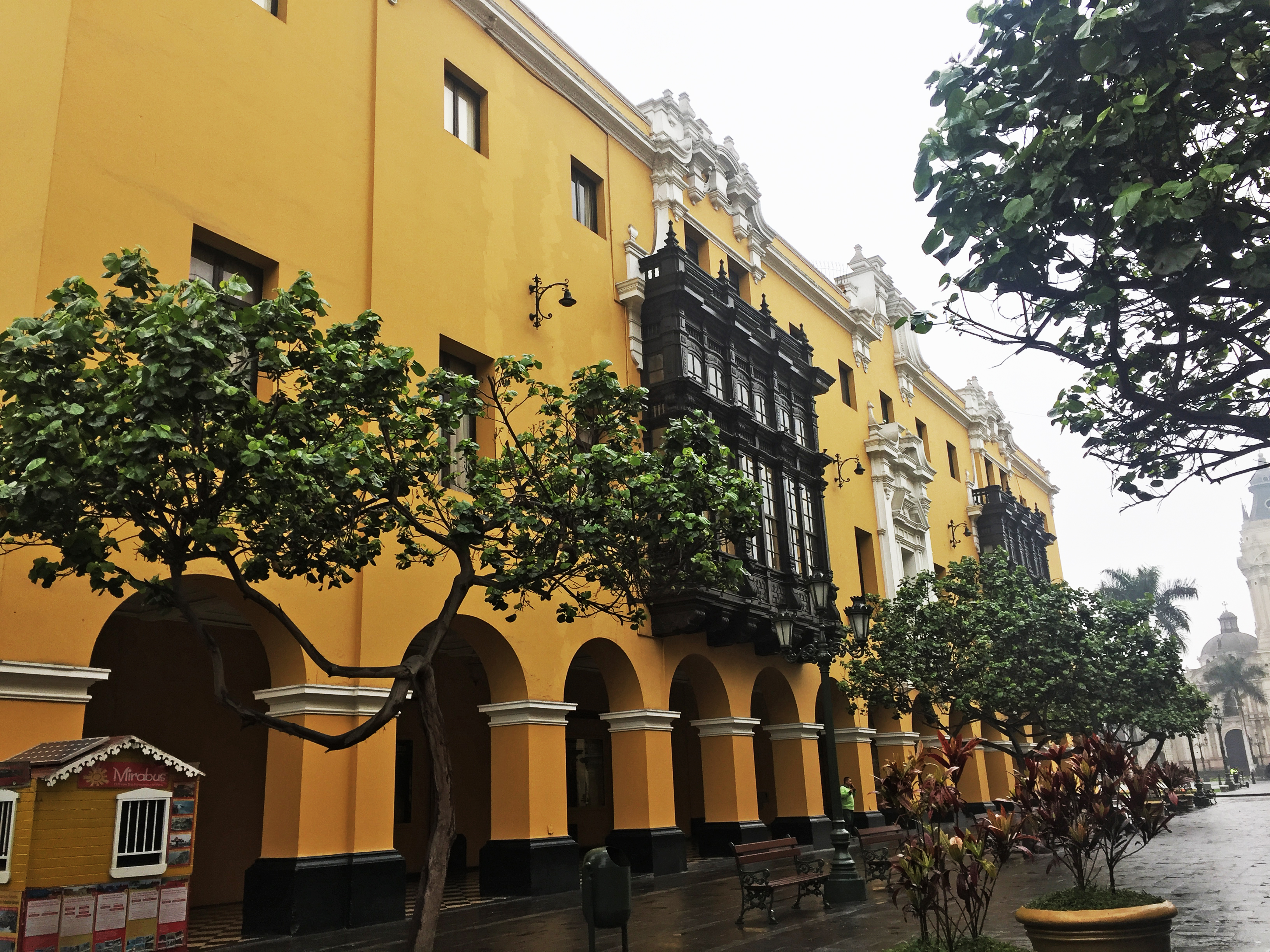
Lado sur del Palacio Municipal, hacia el pasaje Santa Rosa.

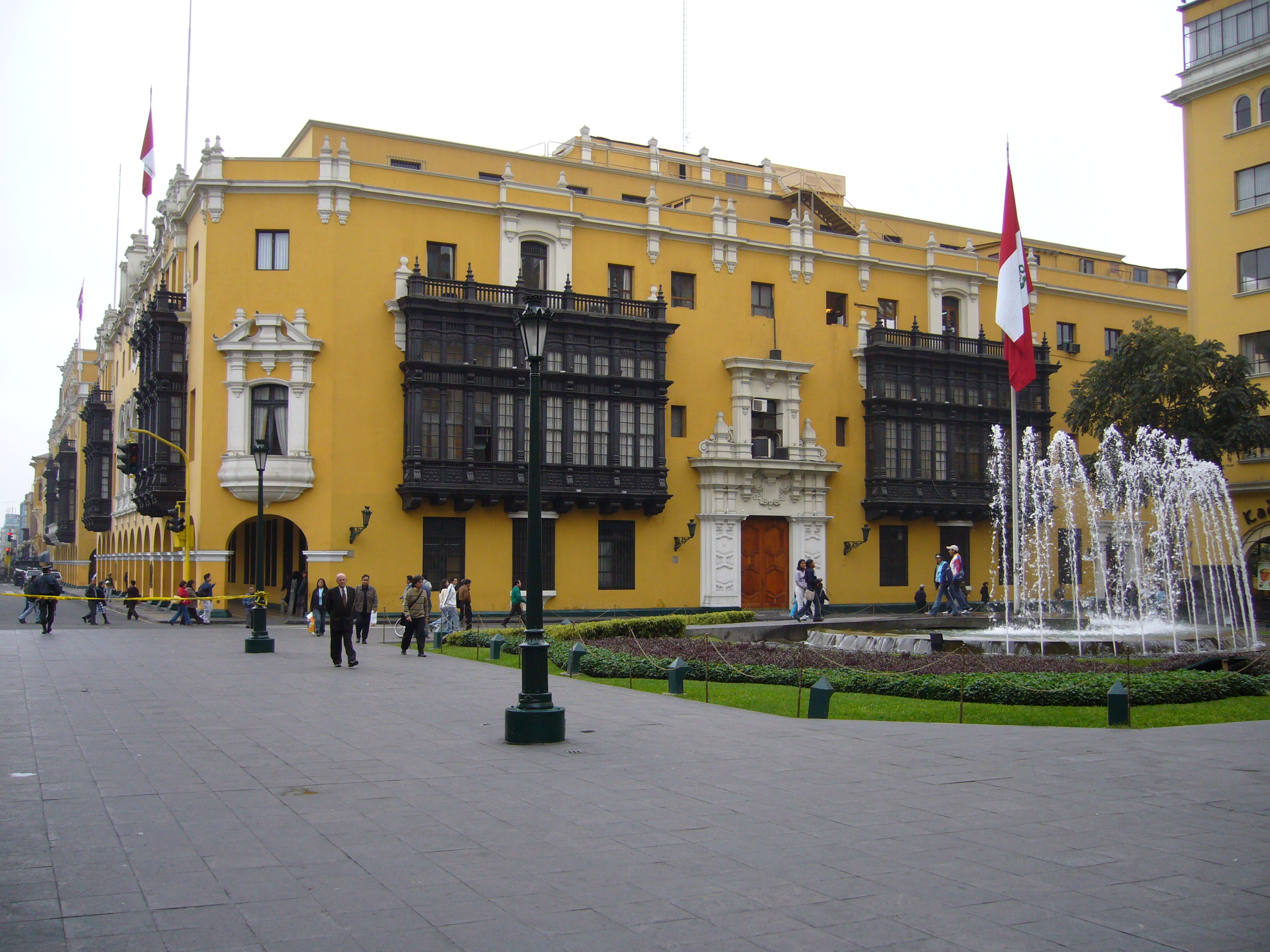
La norte del Palacio, hacia la Plaza Perú.

Sus recintos interiores, de estilo renacentista francés, son suntuosos, como, por ejemplo, la escalera que lleva al segundo piso y que está hecha en mármol blanco, abierta en dos tramos bajo una gran farola de vitrales que ilumina a todo el conjunto. En las galerías se observa una gran cantidad de cuadros peruanos del siglo XIX y comienzos del XX, perteneciendo, la mayoría de ellos, a Ignacio Merino y Daniel Hernández, pintores académicos. Exhibe una columna de mármol cipelino, obsequiada en 1976 por la ciudad de Roma y que debido a sus características probablemente perteneció al suntuoso palacio de verano del Emperador Nerón, en este lugar se encuentran igualmente copias en mármol de diversas esculturas, realizadas por artistas renombrados.

## Salones

### Salón Atahualpa
El Salón Atahualpa se encuentra ocupado por el Comité de Damas de la Municipalidad. Su nombre se debe a que había conservado en su interior, y por muchos años, el cuadro del pintor Luis Montero Los Funerales de Atahualpa, que actualmente se encuentra en el Museo de Arte de Lima. Entre las pinturas notables que existen en este salón de la municipalidad, está el cuadro de Daniel Hernández Pizarro a Caballo.

### Sala de los Espejos
Llamada así por la presencia de enormes espejos ubicados en el muro principal, prolongando visualmente la perspectiva del gran Salón de Recepciones. Aquí se exhibe un juego de reloj y candelabros en bronce dorado, de estilo rococó.

### Salón Azul
Este salón es usado como centro de reuniones con el alcalde para promover las diversas obras que se realizaran en la ciudad, aquí se encuentran pinturas coloniales acompañadas con un marco de oro, e incluso muebles que acompañaban la era del Virreinato, en el centro, se puede encontrar una mesa de madera, adornada con sillas de color azul oscuro sobre un candelabro de bronce dorado, además es acompañado por varios espejos que adornan el salón.

### Salón de Recepciones
Concebido como un salón de baile, con tribunas para orquestas, guarda algunos cuadros de Ignacio Merino, quien donó su colección a la Municipalidad Metropolitana de Lima, algunas de sus obras, se encuentran tanto en el Salón de Recepciones como en el Hall Principal del Palacio Municipal.

### Salón de Sesiones
Es un amplio recinto de aspecto solemne donde se reúne, para deliberar, el cuerpo de Regidores, presidido por el alcalde. Desde aquí se administra la ciudad. Sobre el estrado principal existe un retrato del fundador de Lima, Francisco Pizarro, obra del español Julio Vila y Prades, rodeado por otras pinturas de algunos de los personajes más importantes de la vida nacional. Un relieve en madera policromada muestra la efigie de Nicolás de Ribera, quien fue el primer alcalde de la ciudad de Lima. También encontramos el Escudo Real de Armas de Lima, blasón otorgado por Real Cédula fechada en Valladolid el 7 de diciembre de 1537 por el Emperador Carlos V y su madre, la Reina Juana I.

### Salón de Embajadores
Se encuentra al costado del Salón de Sesiones, aquí se suele recibir a autoridades principales que acuden al Palacio Municipal y esta adornado con candelabros de bronce dorado, y cuadros provenientes de la era virreinal.

### Salón Santa Rosa de Lima
Se encuentra al lado del despacho del alcalde, es usado como salón de reuniones para personas de gran importancia que acuden a una reunión con el alcalde, esta adornado con una chimenea estilo virreinal, y con cuadros relacionados con la era republicana, en el centro, el salón es adornado con un cuadro de Santa Rosa de Lima adornado con un marco de oro. Esta acompañado por varios espejos que adornan el salón. Por aquí, han pasado varios personajes como el pedagogo italiano Francesco Tonucci o el tenor peruano, Juan Diego Flores.

### Biblioteca Municipal
Se encuentra totalmente decorada con madera tallada en estilo barroco. Su colección bibliográfica es de aproximadamente 15,000 volúmenes. Es notable el detalle de la escalera de caracol, cuyo eje aparece decorado con ciento cincuenta figuras diferentes totalmente realizadas en madera. La biblioteca municipal guarda el facsímil del Acta de Fundación de Lima, ocurrida el 18 de enero de 1535, y el Acta de la Independencia, del 28 de julio de 1821.
Asimismo en ella se hallan las llaves de la ciudad, en diseño del siglo XVIII; presenta, además, una magnífica colección de pinturas peruanas y fotografías de la Lima antigua, e incluso objetos de valor histórico que se encuentran custodiados por vitrinas. La documentación del archivo histórico municipal fue salvada del saqueo que sufrió el local municipal en 1881, durante la Ocupación de Lima, gracias a la intervención del General César Canevaro que escondió los libros en una hacienda suya cercana a la ciudad, y que tras la liberación del Perú por parte de los Chilenos, retorno al Palacio Municipal.